# Bracciatello cesenate
Il bracciatello cesenate è un biscotto dolce, molto leggero e soffice, tradizionale e tipico della zona di Cesena, nettamente diverso dal bracciatello romagnolo propriamente detto.

## Descrizione
Ha forma di ciambella, rotonda od ovale, bassa e piatta. È ottenuto da un impasto steso a matterello e tagliato usando due forme tonde di diametri diversi. Gli ingredienti sono farina di grano, zucchero, uova, strutto o burro con ammoniaca come agente lievitante. Dopo la cottura, data la pasta molto lievitata e secca, risulta molto leggero, soffice e fragile.
Viene tradizionalmente preparato in occasione delle nascite (è anche chiamato 'brazadèl d'l'impajèda, cioè "bracciatello della puerpera") e delle cresime. Viene servito spesso ai bambini assieme alla cioccolata in tazza. 
Non va confuso con l'omonimo bracciatello diffuso nelle altre zone di Romagna, che diversamente è legato alla Pasqua, è poco dolce (si accompagna ai salumi), non è piatto (essendo formato di cilindri di pasta uniti per i bordi) e utilizza lievito madre invece che ammoniaca.